# Liste der Ständigen Vertreter Österreichs bei den Vereinten Nationen
Liste der Ständigen Vertreter Österreichs bei den Vereinten Nationen in New York, Genf und Wien.
1955 erfolgte der Beitritt Österreichs in die Vereinten Nationen.

## Ständige Vertreter

### Ständige Vertreter in New York
Die Ständige Vertretung Österreichs bei den Vereinten Nationen in New York (ONONY) befindet sich im Hochhaus 600 Third Avenue im New Yorker Stadtbezirk Manhattan. Hier finden sich neben der Generalversammlung, UN-Sekretariat, Wirtschafts- und Sozialrat und Treuhandrat auch UNICEF, UNDEP und UNFPA.
- 1956–1964: Franz Matsch (1899–1973)
- 1964–1968: Kurt Waldheim (1918–2007)
- 1968–1970: Heinrich Haymerle (1910–1990)
- 1970–1971: Kurt Waldheim (1918–2007)
- 1972–1978: Peter Jankowitsch (* 1933)
- 1978–1982: Thomas Klestil (1932–2004)
- 1982–1988: Karl Fischer (1922–2015)
- 1988–1993: Peter Hohenfellner (* 1939)
- 1993–1999: Ernst Sucharipa (1947–2005)
- 1999–2008: Gerhard Pfanzelter (* 1943)
- 2008–2011: Thomas Mayr-Harting (* 1954)
- 2012–2015: Martin Sajdik (* 1949)
- zuletzt: Jan Kickert

### Ständige Vertreter in Genf
Die Ständige Vertretung Österreichs beim Büro der Vereinten Nationen (ONOG) und den Spezialorganisationen in Genf befindet sich in 35–37 Avenue-Giuseppe-Motta in Genf. Die Vertretung umfasst UNHRC, UNCTAD, UNCD, UNDRO, UNITAR; WHO, ILO, ITU, WIPO, WMO und die UN-Vertragsorgane.
Dazu gehört auch die Abteilung WTO für die Welttourismusorganisation, deren Hauptsitz die Ständige Vertretung Madrid ist.
…
- 1960–1966: Emanuel Treu (1915–1976)
- 1988–1991: Franz Ceska (* 1936)
- 1996–2001: Harald Kreid (* k. A.)
- 2002–2008: Wolfgang Petritsch (* 1947)
- 2008–2013: Christian Strohal (* 1951)
- 2013–2017: Thomas Hajnoczi (* 1955)
- seit 2017: Elisabeth Tichy-Fisslberger

### Ständige Vertreter in Wien
Die Ständige Vertretung Österreichs bei den Vereinten Nationen in Wien (ONOV) befindet sich im Andromeda-Tower im 22. Wiener Gemeindebezirk Donaustadt. Sie umfasst auch die Ständige Vertretung bei der IAEO, UNIDO und CTBTO. Mitbetraut sind die Wiener Büros von UNOV, UNODC, UNCITRAL; UN-OOSA; SE4All.
… 
- 1987–1994: Richard Wotava (* 1933)
- 1994–2001: Ferdinand Mayrhofer-Grünbühel (* 1945)
- 2001–2008: Thomas Stelzer (* 1955)
- 2008–2012: Helmut Böck (* 1956)
- 2012–2018: Christine Stix-Hackl (1957–2018[5])
- Seit 2018: Gabriela Sellner